# Hymenogyne
A Hymenogyne a szegfűvirágúak (Caryophyllales) rendjébe, ezen belül a kristályvirágfélék (Aizoaceae) családjába tartozó nemzetség.

## Előfordulásuk
A Hymenogyne-fajok természetes körülmények között kizárólag a Dél-afrikai Köztársaság területén találhatók meg.

## Rendszerezés
A nemzetségbe az alábbi 2 faj tartozik:
- Hymenogyne conica L.Bolus
- Hymenogyne glabra (Aiton) Haw.